# Anglican Church of Bermuda

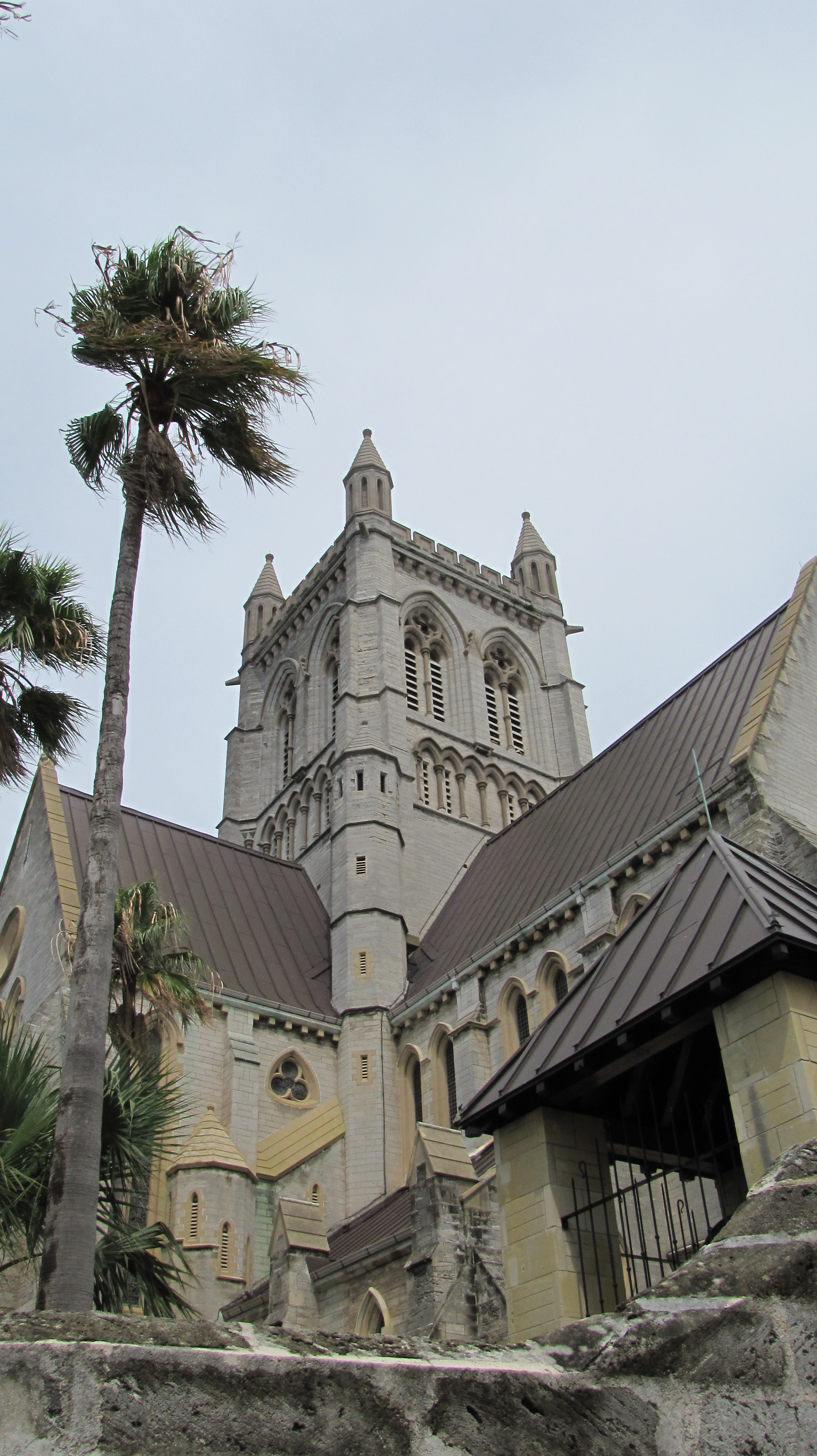
Die Dreifaltigkeits-Kathedrale in Hamilton, Bermuda

Die Anglican Church of Bermuda ist eine Mitgliedskirche der Anglikanischen Gemeinschaft. Sie besteht lediglich aus der Diözese Bermuda und untersteht seit 1979 als extraprovinzielle Kirche dem Primas der Church of England, dem Erzbischof von Canterbury.
Zur Diözese gehören neun Parishes, deren Gebiet den Civil parishes in Bermuda entspricht. Ihre Hauptkirche ist die Cathedral of the Most Holy Trinity in Hamilton (Bermuda).

## Geschichte
Auf den Bermudainseln gab es seit der Gründung der Kolonie im Jahr 1620 Gemeinden der Church of England. Als Teil von Britisch-Nordamerika wurden sie 1825 der neu gegründeten Diocese of Nova Scotia unterstellt. 1839 wurden Neufundland und Bermuda als eine eigene Diözese abgetrennt. 1919 wurde die Diözese Bermuda als Diözese innerhalb der Church of England selbständig.

## Bischöfe
- 1839–1844 Aubrey George Spencer
- 1844–1876 Edward Feild
- 1876–1877 James Butler Kelly
- 1877–1917 Llewellyn Jones
- 1918–1919 William White
- 1919–1925 Clarendon Lamb Worrell
- 1925–1948 Arthur Heber Browne (1864–1951)
- 1949–1956 John Arthur Jagoe (1889–1962)
- 1956–1963 Anthony Lewis Elliott Williams (1892–1975)
- 1963–1970 John Armstrong (1905–1992)
- 1970–1976 Eric Joseph Trapp (1910–1993)
- 1976 Robert Wright Stopford (1901–1976)
- 1977–1982 Anselm Genders (1919–2008)
- 1984–1989 Christopher Charles Luxmoore (* 1926)
- 1990–1996 William John Denbigh Down (* 1936)
- 1996–2008 Ewen Ratteray (* 1942)
- 2009–2012 Patrick White
- seit 2013 Nicholas Dill